# Туризм в Татарстане

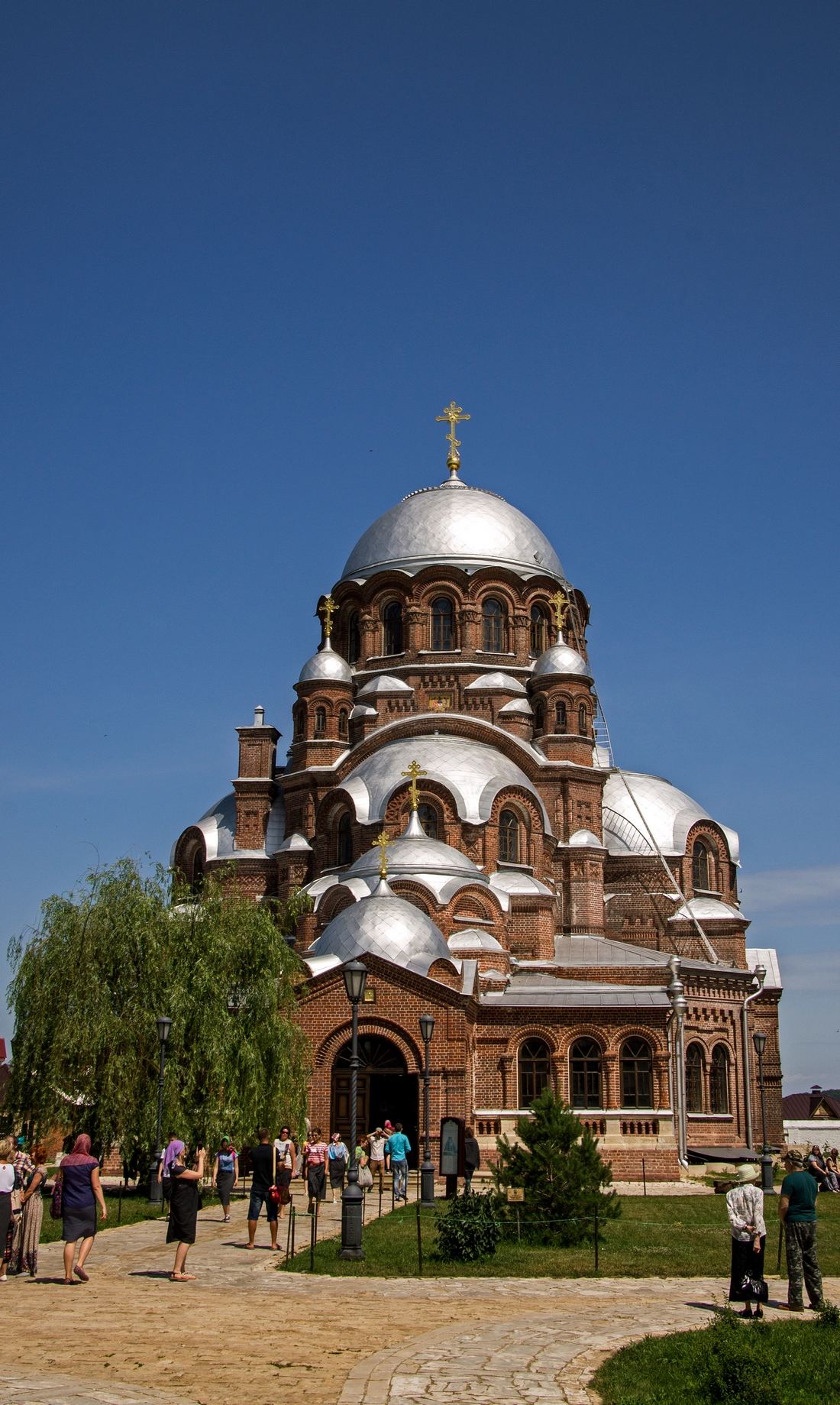
Туристы у собора «Всех Скорбящих Радость», Свияжск, Зеленодольский район, Татарстан

Туризм в Татарстане  — одна из важнейших отраслей развития экономического благополучия и общего культурного совершенствования в регионе; это обусловлено особой значимостью исторического наследия и привлекательностью республики для туристов: Казань — столица Республики Татарстан, — вошла в ТОП-10 лучших туристических направлений России по версии портала Trip Advisor и аналитического агентства «ТурСтат», и находится на 4 месте по итогам летнего сезона 2017 года.
На территории Татарстана расположены три из 29 российских объектов культурного наследия ЮНЕСКО : Казанский кремль, Успенский собор и монастырь остров-града Свияжск, Архитектурно-исторический комплекс Булгар. Такому статусному уровню способствует деятельность Республиканского фонда «Возрождение» под председательством Минтимера Шаймиева, который курирует работы по воссозданию важных культурных объектов и благоустройству туристских центров.

## История
С 1996 года официальным развитием туризма в республике занимался Государственный Комитет Республики Татарстан по физической культуре, спорту и туризму; в 2005 году образовано Министерство по делам молодежи, спорту и туризму Республики Татарстан, а в 2014 году создан отдельный Государственный Комитет Республики Татарстан по туризму.
Ключевую роль в выборе вектора развития современного туризма в Татарстане сыграла Всемирная летняя Универсиада в Казани (2013 г.). Событие стало своего рода катализатором профессионализации гостеприимства и определило дальнейшее совершенствование в отрасли — на II Казанском международном туристском форуме «Ориентиры будущего» было отмечено положительное влияние Универсиады на рост туристического потока: в дни соревнований в столицу Татарстана съехались представители 170 стран мира, побывали более 150 тыс. туристов, открылось 13 новых отелей. Универсиада способствовала росту гостиничного и ресторанного бизнеса, усовершенствованию инфраструктуры по республике, актуализации исторического наследия, поддержке национальных культур региона. Проведение Всемирных студенческих игр в Казани не только значительно подняло статус города, но и оказало воздействие на социально-экономическое развитие РТ и на экономическую систему России в целом.

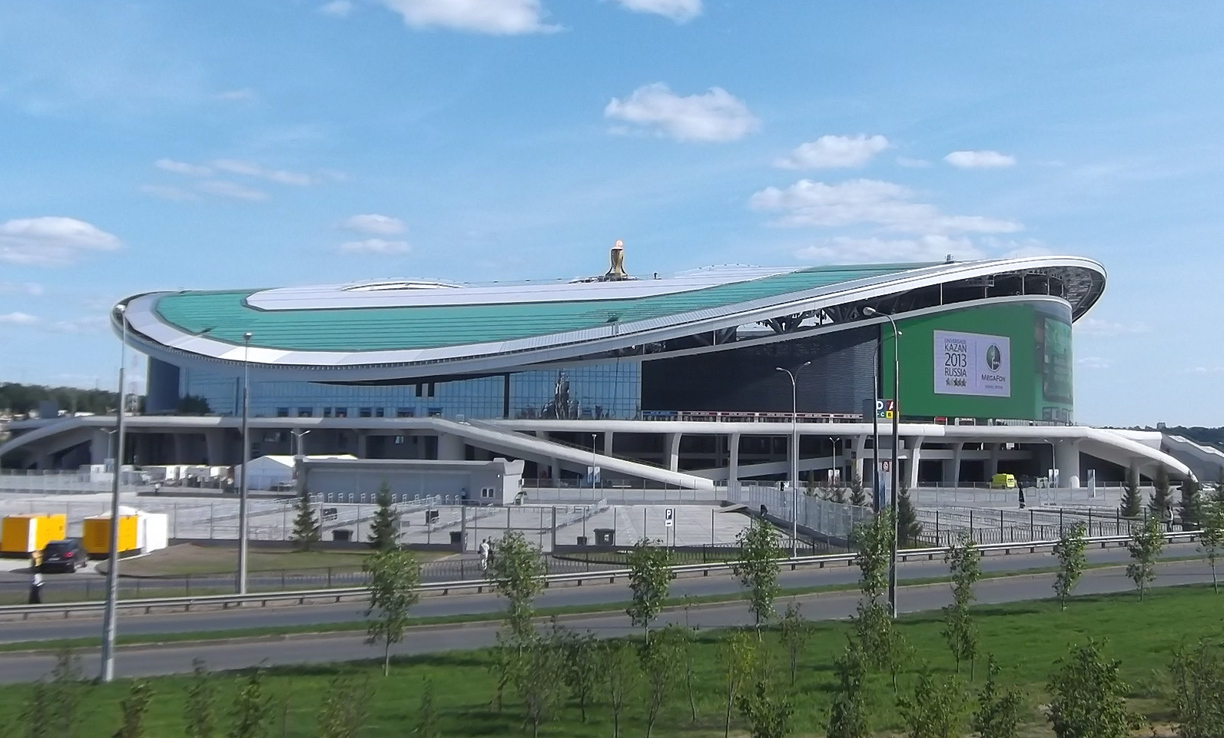
Казань Арена — футбольный стадион четвёртой категории УЕФА, открытый в преддверии Всемирной Универсиады — 2013.

В 2014 году отмечено опережение темпов развития туризма в Татарстане по сравнению с другими регионами.
За 2015 г. (год проведения в Казани Чемпионата мира по водным видам спорта 2015) турпоток в Татарстан составил приблизительно 2,7 млн человек.
В 2016 году при поддержке госкомитета по туризму РТ был создан официальный туристический бренд Visit Tatarstan и специальный онлайн-ресурс в помощь туристам, желающим посетить республику.
По данным на начало октября 2017 г. турпоток в республику увеличился на 10 % (по сравнению с предыдущим годом), чему также поспособствовало мероприятие мирового уровня — Кубок конфедераций.

## Образование
Профессиональным образованием по направлению «туризм» в Татарстане занимаются:
- Казанский федеральный университет, кафедра сервиса и туризма.
- Казанский государственный институт культуры, факультет туризма, рекламы и межкультурных коммуникаций.
- Российская международная академия туризма.
- Казанский инновационный университет, кафедра гостиничного и туристического бизнеса.
- Университет управления ТИСБИ, кафедра социально-культурного сервиса и туризма.
- Поволжская государственная академия физической культуры, спорта и туризма, кафедра сервиса и туризма.

## Туристические форумы
Начиная с 2011, каждые 2 года в Казани проводится Международный туристский форум «Ориентиры будущего».
В 2016 году в столице Татарстана был проведен региональный туристический форум «Туризм в России. Перспективы и возможности 2016».
В 2017 году в Казани прошел Региональный туристический форум в Казани.

## Портрет туриста
Согласно исследованию АНО «Центр развития туризма Республики Татарстан», туристы посетившие республику в 2016 году, в основном — семейные люди, имеющие высшее образование, двух возрастных категорий: 26 — 35 лет и 46 — 60 лет; чаще путешествуют на поезде (примерно 50 %); основная цель поездок — провести отпуск. Исследование также показало, что средний доход путешественника, посетившего Татарстан, от 20 до 30 тысяч рублей.

## Туристическая инфраструктура

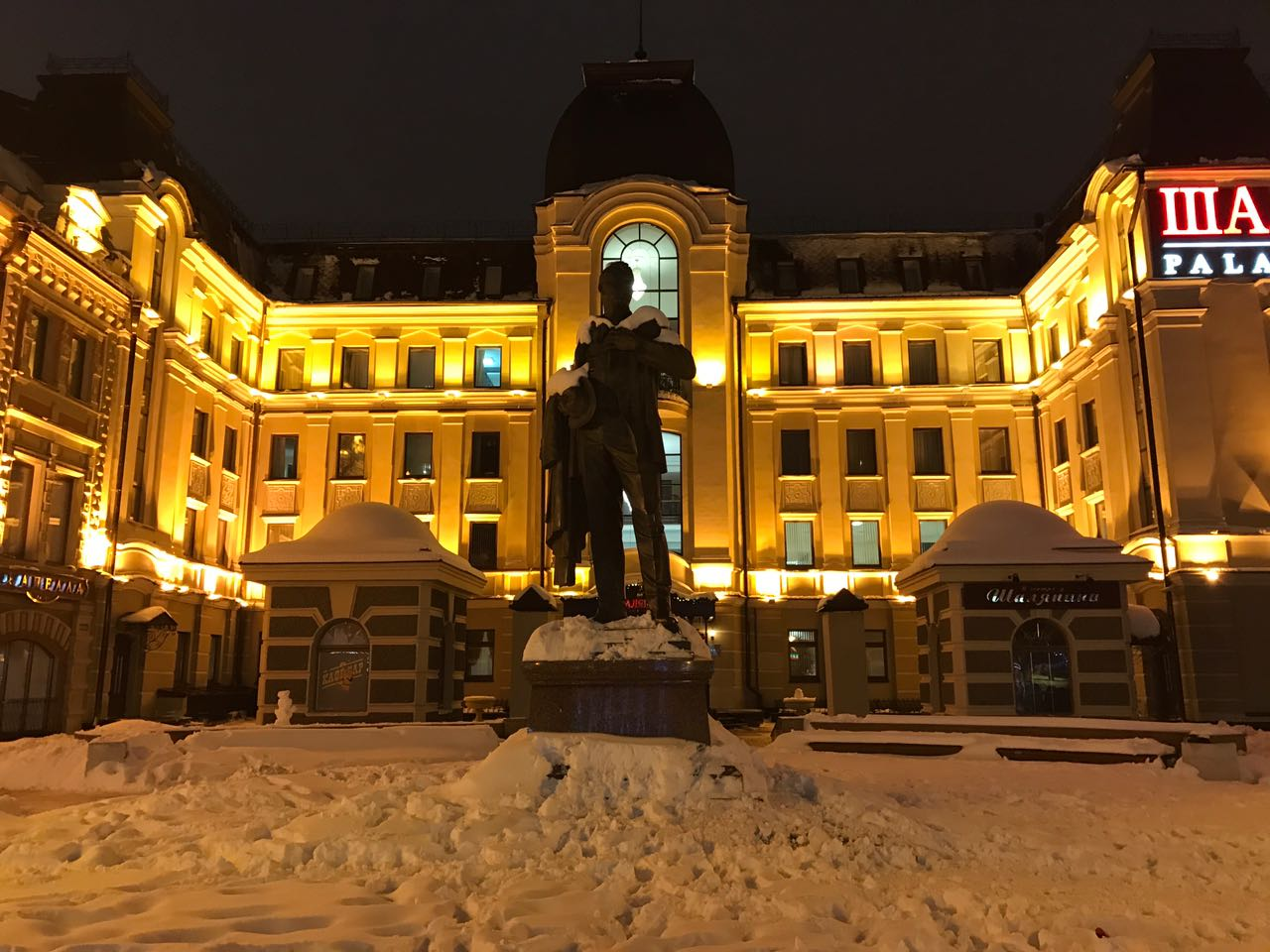
Гостиница «Шаляпин Палас Отель», Казань

В Татарстане функционируют международные аэропорты «Казань» и «Бегишево», а также аэропорт федерального соединения «Бугульма». По республике действует железнодорожное сообщение РЖД.
В туристических центрах располагаются гостиницы, отели (зарегистрировано 392 на август 2017 года) и хостелы. В столице республики, к примеру, по количеству мест для размещения туристов лидируют четырехзвездочные гостиницы со средней стоимостью номера 3 771 руб., а по общей статистике, не учитывая отели без звезд, больше всего трехзвездочных гостиниц со средней стоимостью номера 2 439—3 105 рублей.
По данным Росстата, Татарстан на 2017 год является лидером среди регионов ПФО по обороту в ресторанах и кафе — около 15,6 млрд рублей.

## Туристические ресурсы историко-культурного значения
- Казанский Кремль
- Казанский университет
- Булгар
- Свияжск
- Храм всех религий
- Раифский Богородицкий монастырь
- Мечеть Кул-Шариф
- Петропавловский собор
- Елабужское городище
- Башня Сююмбике
- Парк Тысячелетия
- Эрмитаж-сад
- Старо-татарская слобода

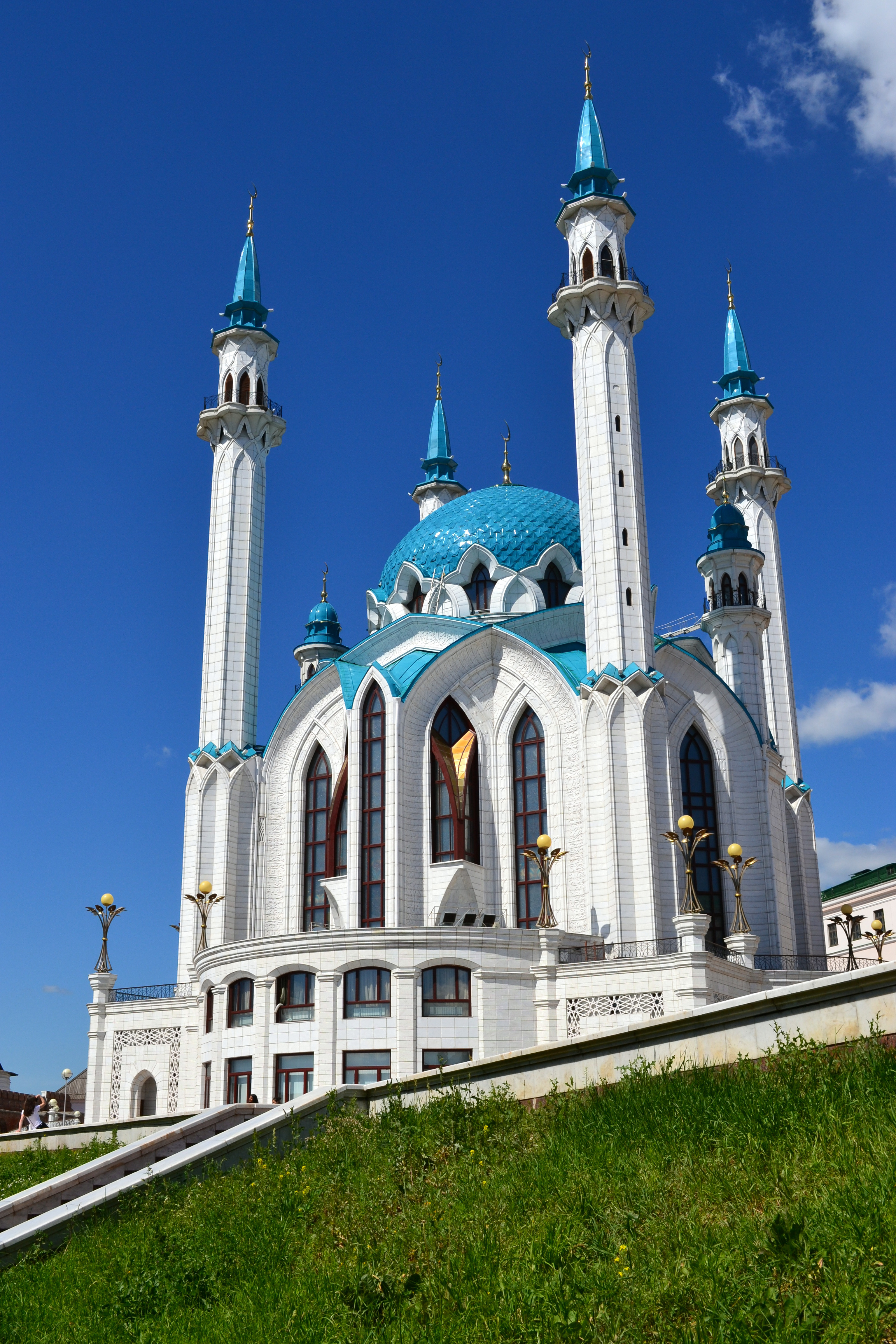
Кул-Шариф — главная джума-мечеть республики Татарстан, расположенная на территории Казанского Кремля

- Центральный парк культуры и отдыха имени Горького
- Казанский большой драматический театр имени В. И. Качалова
- Татарский театр имени Галиасгара Камала
- Татарский театр оперы и балета имени Мусы Джалиля
- Татарский театр драмы и комедии имени Карима Тинчурина
- Казанский театр юного зрителя